# Mads Timm
Mads Timm (* 31. Oktober 1984 in Odense, Dänemark) ist ein ehemaliger dänischer Fußballspieler.

## Verein
Mads Timm begann sehr früh mit dem Fußballspielen. Nach einer Zeit in der Jugendakademie von Odense BK wechselte er 2000 zu Manchester United. Sein Profi-Debüt gab er 2002 im UEFA-Champions-League-Gruppenspiel gegen Maccabi Haifa. Einen Stammplatz konnte er sich nicht erkämpfen. So wurde er in der Winterpause der Saison 2003/04 an den norwegischen Erstligisten Viking Stavanger ausgeliehen. Aber auch nach der Rückkehr in Manchester konnte er sich nicht durchsetzen und landete in der Reservemannschaft des Vereins. So wurde er im Winter 2005 abermals nach Norwegen ausgeliehen. Diesmal jedoch zu Lyn Oslo. Als der Leihvertrag auslief, kehrte er zu Manchester United zurück, um im Winter 2006 wieder zu verliehen zu werden, diesmal aber zum englischen Drittligisten FC Walsall. Im Sommer 2006 verließ er schließlich den englischen Verein und wechselte zurück zu seinem dänischen Heimatverein Odense BK. Dort konnte er sich auch keinen Stammplatz erkämpfen und kam im ersten Jahr auf 20 Einsätze (ein Tor). Im zweiten Jahr nur auf 15 Einsätze, in denen ihm immerhin vier Tore gelangen. Im Sommer 2008 verließ er seine Heimatstadt und wechselte zum Zweitligisten Lyngby BK. Dort unterschrieb er einen Einjahresvertrag. Allerdings kam er nur auf einen Einsatz und verließ den Verein wieder. Im August 2009 beendete er aufgrund vieler Verletzungen, im Alter von 24 Jahren, seine Karriere.

## Nationalmannschaft
Mads Timm kam 18 Mal für die Jugendnationalmannschaften von Dänemark zum Einsatz. Ein Einsatz in der A-Nationalmannschaft blieb ihm aufgrund vieler Verletzungen verwehrt.